# Bathylaimus jacobseni
Bathylaimus jacobseni är en rundmaskart som beskrevs av Allgen 1954. Bathylaimus jacobseni ingår i släktet Bathylaimus och familjen Tripyloididae. Inga underarter finns listade i Catalogue of Life.